# Luis Amigó Ferrer

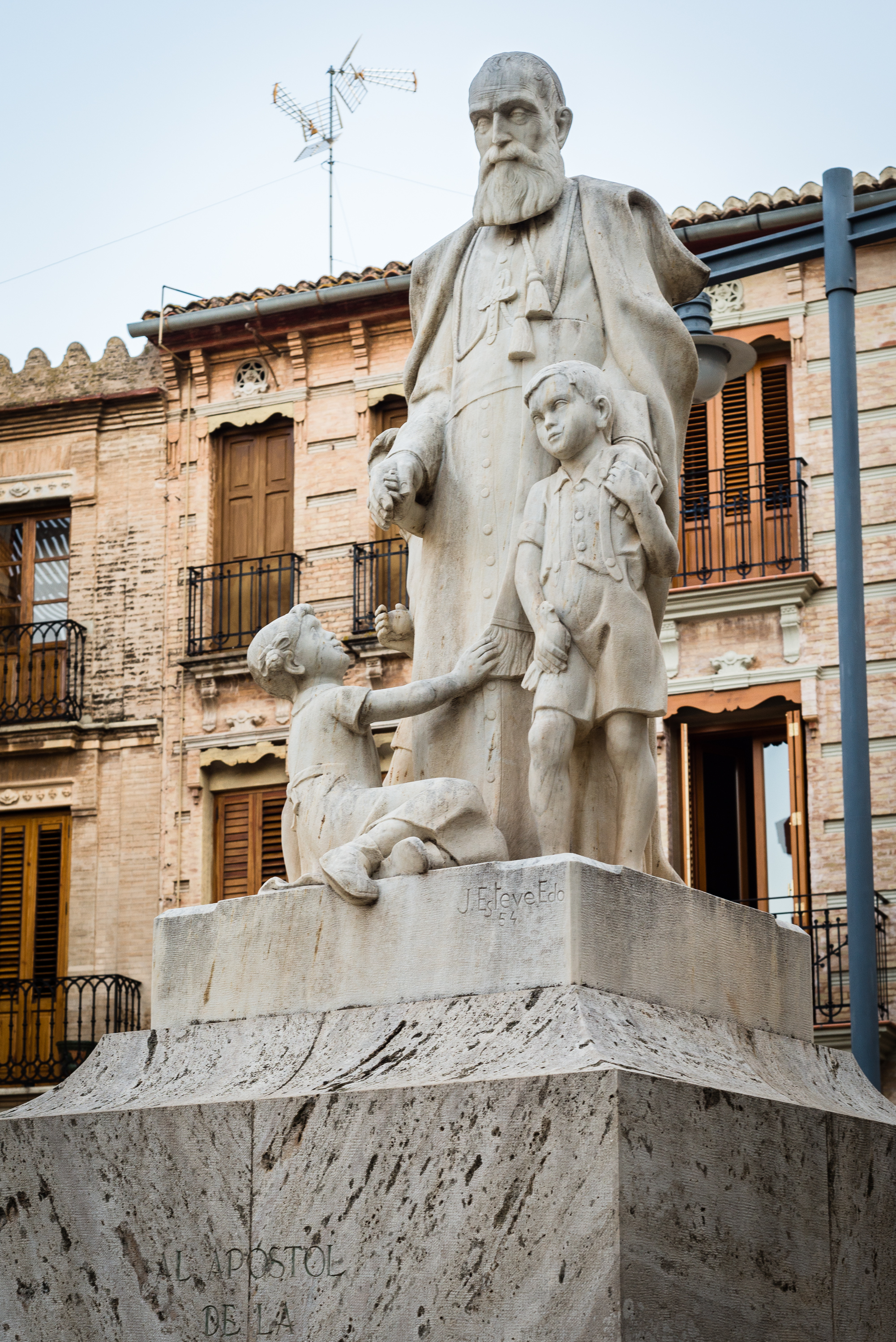
Monumento al Padre Luis en la Plaza de la Constitución de Masamagrell.

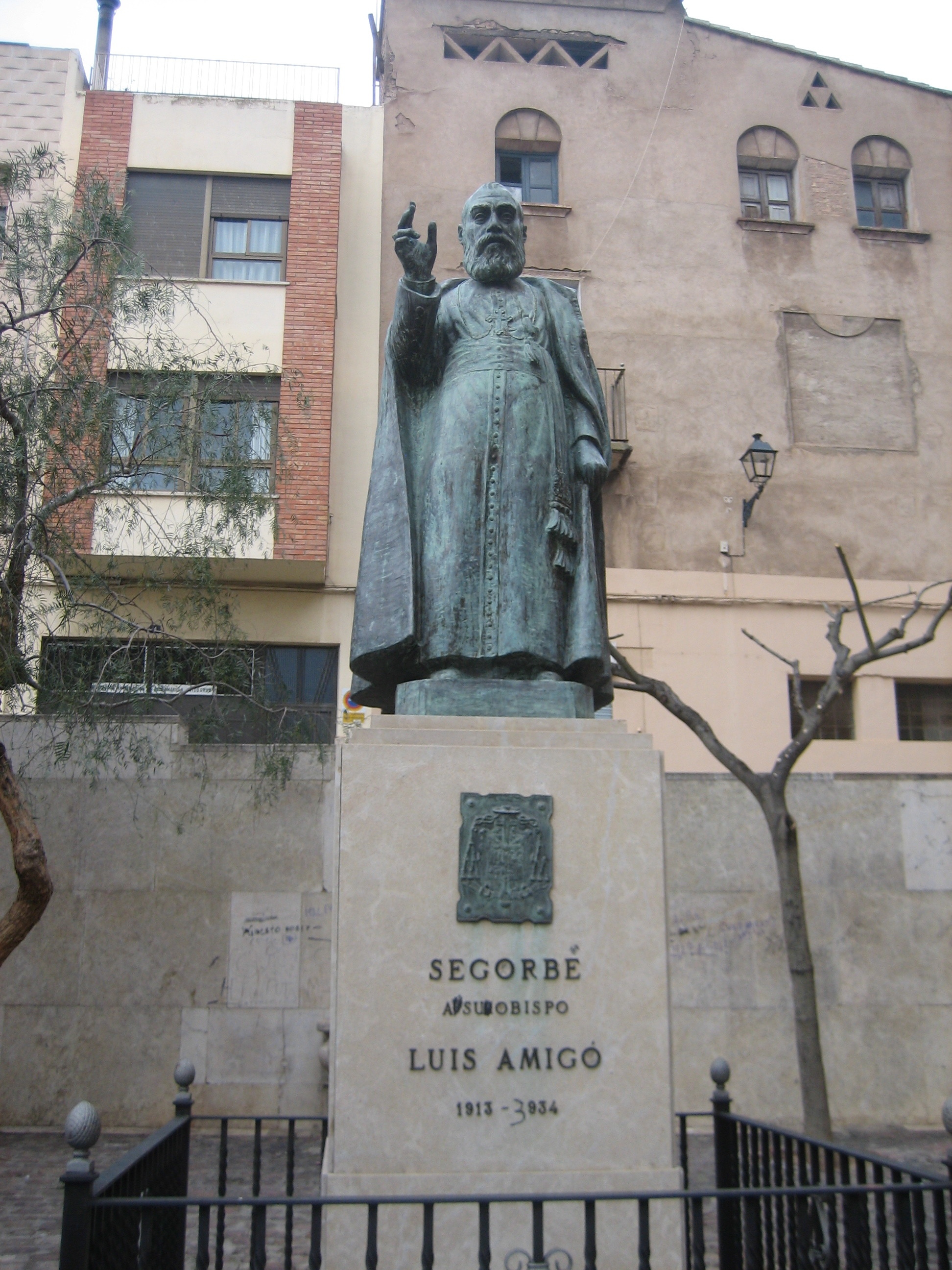
Escultura dedicada a Luis Amigó frente a la entrada de la catedral de Segorbe, en la provincia de Castellón.

Luis Amigó y Ferrer (17 de octubre de 1854, Masamagrell, Valencia (España) - 1 de octubre de 1934, Godella, Valencia (España)) fue un religioso de la Orden de los Capuchinos, obispo  (Administrador Apostólico) de la diócesis de Solsona (Lérida) y Obispo de la diócesis de Segorbe (Castellón) y fundador de dos congregaciones religiosas: Hermanas Terciarias Capuchinas de la Sagrada Familia (1885)  y Religiosos Terciarios Capuchinos de Nuestra Señora de los Dolores (1889).

## Biografía
Fue religioso capuchino y obispo español. Luis Amigó y Ferrer nació en Masamagrell el 17 de octubre de 1854. Lo bautizaron el siguiente día con el nombre de José María Amigó y Ferrer; fue el cuarto de siete hijos del matrimonio de Gaspar Amigó y Chulvi y Genoveva Ferrer y Doset. 
Vivió su infancia y su juventud en Valencia, donde empezó sus estudios hacia el sacerdocio en el Seminario Conciliar de la ciudad. Siendo todavía casi un niño, comenzó a dar tempranas muestras de esa sensibilidad para percibir y atender los problemas de los demás. Acompañado de otros amigos, adolescentes también como él, empezó a dedicar parte de su tiempo libre y de ocio a los marginados de su entorno. Iba por los hospitales visitando a los enfermos y atendiéndoles en sus necesidades. Frecuentaba las barracas, las alquerías y las demás casas aisladas de la huerta valenciana, acompañando a sus habitantes y, en particular, a los niños y a los jóvenes. Y, sobre todo, se acercaba a las cárceles para consolar e instruir a los presos allí recluidos. Luego, tras la muerte de sus progenitores, quedó cargo de sus hermanas, con la ayuda del sacerdote Francisco Pérez Montejano.
De regreso a España [¿en qué momento salió de España?], en 1877, en una segunda expedición de frailes, llegó a Antequera, donde, después de ganar confianza entre los pobladores, enraizó allí su misión apostólica. En 1879 recibió su ordenación diaconal (8 de marzo) y sacerdotal (29 de marzo), después de reabrir el antiguo convento capuchino en Montehano, «siendo sus grandes preocupaciones el cuidado de los encarcelados y la educación cristiana de la juventud», según fuentes de la congregación en Valencia.
A partir de su acción apostólica con los menos favorecidos, en un contexto de pobreza, guerra, orfandad y delincuencia, Luis Amigó fundó el 11 de mayo de 1885 la Congregación de las Hermanas Terciarias Capuchinas de la Sagrada Familia en el Santuario de Nuestra Señora de Montiel, en la localidad valenciana de Benaguacil, con el fin de atender obras de caridad con mujeres y niñas abandonadas. De igual forma, cuatro años más tarde, el 12 de abril de 1889, fundó la Congregación de los Religiosos Terciarios Capuchinos de Nuestra Señora de los Dolores, también llamados «amigonianos», para atender reclusorios de jóvenes procurando su resocialización en la sociedad.
El 9 de junio de 1907, Luis Amigó recibió la consagración episcopal. Ejerció como obispo auxiliar en la diócesis de Solsona hasta 1913, año en que fue designado obispo titular de la de diócesis de Segorbe, donde permaneció hasta 1934. El 22 de marzo de 1914 fue elegido senador del Reino (cada provincia eclesiástica elegía para este cargo a uno de sus obispos). Falleció el 1 de octubre de 1934 en Godella (Valencia). Su cuerpo fue trasladado a su pueblo natal y reposa el sepulcro junto a la iglesia de las Terciarias Capuchinas.
En 1950 se inició el proceso diocesano de la causa de su beatificación y santificación. El 13 de junio de 2002 fue declarado venerable por el papa Juan Pablo II. Se continúa con su proceso de beatificación.

## Fundador
Luis Amigó es recordado por ser fundador de dos congregaciones religiosas: Religiosas Terciarias Capuchinas y Religiosos Terciarios Capuchinos.
El 11 de mayo de 1885 - en el transcurso de una sencilla y emotiva ceremonia realizada en el Santuario de Montiel- el padre Luis fundó la Congregación de Hermanas Terciarias Capuchinas de la Sagrada Familia El fin de la congregación fue estipulado por el fundador en el numeral 3 de sus constituciones primitivas: "Las Hermanas, pues, de la Congregación de las Terciarias Capuchinas de la Sagrada Familia, siguiendo el espíritu y las huellas de N. S. Jesucristo y de su fiel imitador N. P. S. Francisco, servirán al Señor en vida mixta, entregándose unas veces a las dulzuras de la contemplación y dedicándose otras con toda solicitud y desvelo al socorro de las necesidades corporales y espirituales de sus prójimos, en los Hospitales y Asilos o Casas de enseñanza, particularmente orfanatos; siendo estos ejercicios de caridad, los que con preferencia abrazará este Instituto. Sin embargo, si en algún tiempo la Sagrada Congregación de Propaganda Fide las pidiese para las Misiones entre infieles se prestarán con toda docilidad."

Terminada, pues, la redacción de las constituciones, en cumplimiento de lo que ofrecí a las madres María de Montiel, Carmen de Alboraya y Angela de Pego, puse la instancia al cardenal Monescillo para su aprobación a nombre de la superiora de Montiel, el 17 de marzo de 1885, y fueron aprobadas por dicho prelado a los 27 de abril del mismo año. Conseguida esta aprobación, se activaron los preparativos para la instalación canónica de la Congregación y reforma del hábito de las religiosas. A las tres madres antiguas: María, Carmen y Angela les di la profesión de votos perpetuos en nuestro convento de la Magdalena el día 1º de mayo de dicho año 1885, a fin de que estuviesen ya profesas el de la instalación canónica, que fue el 11 de dicho mes, en Montiel, y con grandísima solemnidad de misa cantada y sermón, que predicó el P. Antonio de Orihuela.
(Amigó, 1992, N° 73-74).

Las hermanas están presentes en 34 países.
El 12 de abril de 1889, festividad de Nuestra Señora de los Dolores -viernes de dolor-, cuando Fray Luis contaba con 34 años de edad, la Congregación de Religiosos Terciarios Capuchinos de Nuestra Señora de los Dolores ve la luz de su génesis. El fin de la congregación, según designación de Luis Amigó, en las constituciones primitivas, en el numeral 2, proclamaba que: "Los religiosos de ella trabajarán con toda solicitud en formar su espíritu e inflamar su voluntad en el amor de Dios por medio de la oración, para de este modo poder comunicar a sus prójimos los incendios del divino amor y estar más dispuestos a servirles en los ministerios a que en especial se consagra esta Congregación, como son: la instrucción de adultos y párvulos en las Ciencias y Artes; el servicio de los enfermos, en especial a domicilio, y el régimen y dirección de las Cárceles y Presidios."

Por fin llegó el tan deseado día de la festividad de Nuestra Santísima Madre de los Dolores, en el que debía inaugurarse canónicamente la Congregación, y por la mañana tuvimos misa solemne con sermón, a la que asistieron todos los postulantes. Por la tarde, expuesta su Divina Majestad, se cantó un solemne trisagio y sermón, reservando luego al Señor, y procedí a vestir el santo hábito a los nuevos religiosos, que fueron en número de catorce. El primero a quien se le vistió fue al presbítero don José Moliner, a quien se impuso por nombre P. Francisco de Sueras, y éste fue apadrinado por el muy ilustre Sr. Canónigo don Luis Badal, en representación del Sr. Arzobispo. Al segundo le apadrinó el Excmo. Sr. Capitán General, don Marcelo de Azcárraga. Al tercero, el Excmo. Sr. Gobernador Civil; y siguieron luego apadrinando por orden a los demás los excelentísimos señores Alcalde de Valencia, el Presidente de la Audiencia y otros muy distinguidos señores y autoridades locales de los pueblos comarcanos. Tan grata e imponente ceremonia terminó cantándose un solemne Tedeum en acción de gracias al Señor por tan singular beneficio. Luego, las dimos también a las dignas autoridades y distinguidos señores que nos honraron con su asistencia y favorecieron con su apoyo; quedando ya canónicamente fundada la Congregación de Religiosos Terciarios Capuchinos de Nuestra Señora de los Dolores. ¡Laus Deo, Mariae et Fran- cisco!
(Amigó, 1992, N° 111).

Los Terciarios Capuchinos están presentes en 21 países, con obras apostólicas 
En 1903, las dos congregaciones amigonianas recibieron su aprobación pontificia. La de las Religiosas Terciarias Capuchinas el 25 de marzo, y la de los Religiosos Terciarios Capuchinos el 19 de septiembre.

## Familia Amigoniana
Luis Amigó es una figura central para la Familia Amigoniana, es decir, para todos los que beben del carisma de las dos congregaciones: Terciarias Capuchinas, Terciarios Capuchinos, Movimiento Laical Amigoniano, Cooperadores Amigonianos, Juventud Amigoniana "JUVAM", Zagales, Educadores amigonianos, voluntarios y colaboradores de las dos congregaciones y todos aquellos que se vinculan de una u otra forma a la Espiritualidad amigoniana. Es una figura destacada en su Orden Capuchina, por haber ayudado la expansión de la orden en España, tras su exilio. También es el patrón de muchos colegios y centros reeducativos que lo toman como un ejemplo de constancia y fe.
La Familia Amigoniana, cuenta además con un modelo de vida en los Beatos Mártires Amigonianos, quienes entregaron su vida en la guerra civil española de 1936; 19 frailes, 3 hermanas y 1 laica. 
En la actualidad, la congregación de Religiosas Terciarias Capuchinas se encuentran en 4 continentes, en 34 países, contando con alrededor de 1200 religiosas presentes en obras apostólicas como colegios, centros reeducativos y de protección, asilos para ancianos, centros de pastoral, clínicas y centros nutricionales, misión ad gentes, entre otros. Están distribuidas en demarcaciones: Provincia Nazaret, Provincia Madre del Buen Pastor, Provincia Nuestra Señora de la Divina Providencia, Provincia Nuestra Señora de Guadalupe, Viceprovincia General Santa Clara y Delegación General Nuestra Señora de África. 
Los Religiosos Terciarios Capuchinos están presentes en 4 continentes, en 21 países, distribuidos con obras apostólicas como centros preventivos y de reeducación, comunidades terapéuticas, parroquias, colegios, institutos de formación superior, universidad, entre otras, en demarcaciones: Provincia Luis Amigó, Provincia San José, Provincia del Buen Pastor y Delegación General de los Mártires Amigonianos; cuentan con alrededor de 500 religiosos en el mundo, entre frailes sacerdotes y frailes laicos.  
Su testamento espiritual es base fundamental en la labor apostólica de la Familia Amigoniana: 

Tened grande estima, queridos hijos e hijas, de vuestra madre la Congregación, en la que tan vasto campo os presenta el Señor para trabajar por su gloria en la educación de la juventud, haciendo que conozcan al Señor, para que, conociéndole, le amen y le sirvan, e infundiéndoles el temor santo de Dios, principio de la sabiduría y freno que contenga sus desordenadas pasiones. Y si acontece que, dando oídos al espíritu infernal, se apartan del redil del Buen Pastor, también vosotros, mis amados hijos e hijas, a quienes Él ha constituido zagales de su rebaño, sois los que habéis de ir en pos de la oveja descarriada hasta volverla al aprisco del Buen Pastor. Y no temáis perecer en los despeñaderos y precipicios en que muchas veces os habréis de poner para salvar la oveja perdida; no os arredren los zarzales y emboscadas con que tratará de envolveros el enemigo, pues podéis estar seguros de que si lográis salvar un alma, predestináis la vuestra.
(Congregación de Religiosos Terciarios Capuchinos de Nuestra Señora de los Dolores. (2001). Regla y Vida. Constituciones. Directorio. Madrid, España: Sociedad Anónima de Fotocomposición Talisio).